# Leptataspis sanguinea
Leptataspis sanguinea är en insektsart som beskrevs av Victor Lallemand 1931. Leptataspis sanguinea ingår i släktet Leptataspis och familjen spottstritar. Inga underarter finns listade i Catalogue of Life.